# Convent de Sant Bartomeu
|  | Per a altres significats, vegeu «Sant Bartomeu de Bell-lloc». |

El convent de Sant Bartomeu està ubicat als afores del nucli urbà de Bellpuig, a la comarca de l'Urgell. És d'estil de transició del gòtic tardà al Renaixement. Malgrat les diverses fases constructives, el Convent de Sant Bartomeu de Bellpuig presenta una gran unitat tipològica, alhora que constitueix una fita remarcable en el paisatge.

## Història

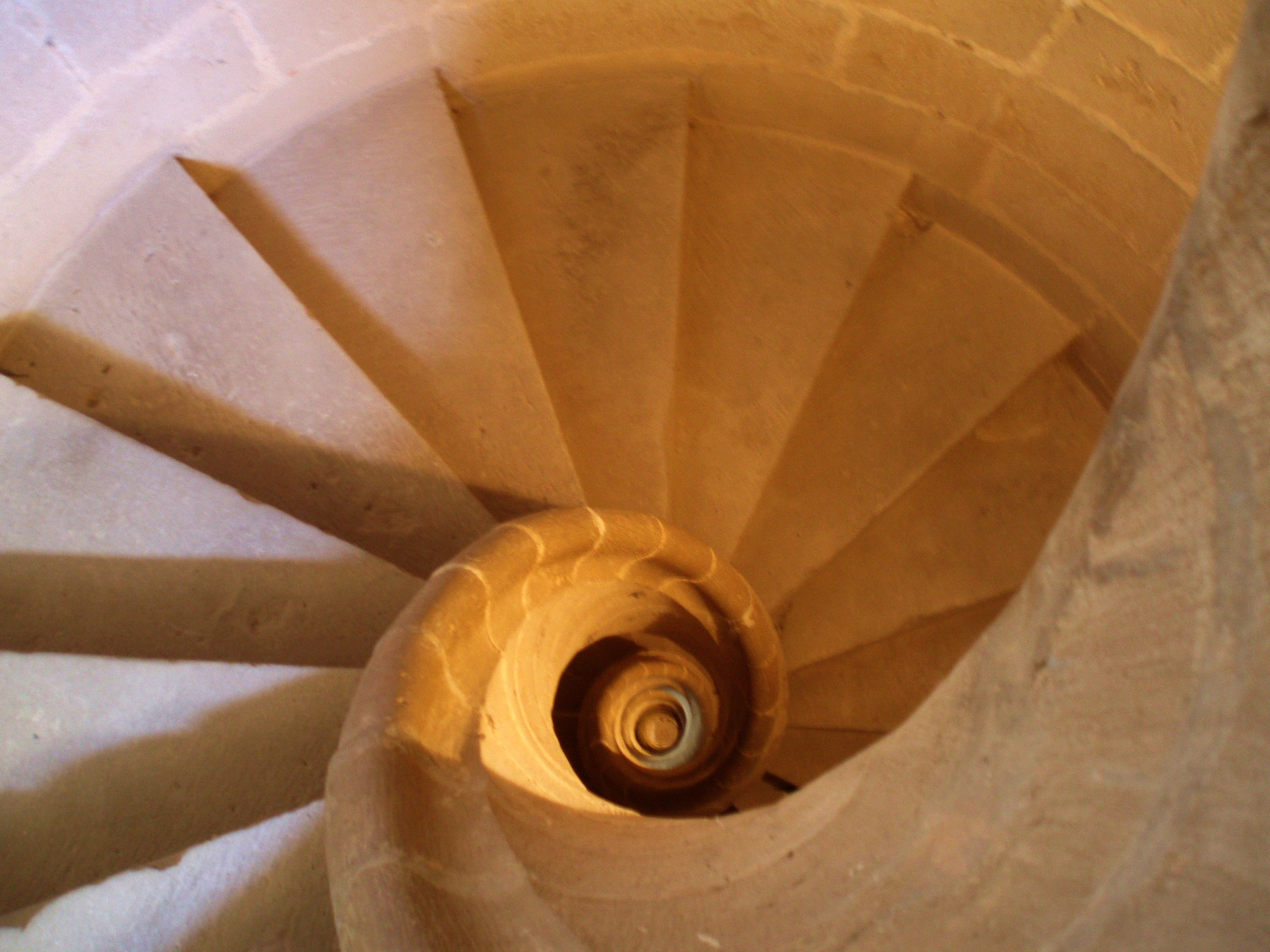
Escala de cargol que puja fins al campanar del convent.

Va ser fundat el 1507 i edificat al llarg de tot el segle xvi amb el suport de Ramon Folc de Cardona-Anglesola, baró de Bellpuig i aleshores virrei de Sicília, que va obtenir del papa Juli II una butlla per establir un convent de franciscans al lloc on hi havia una antiga capella de Sant Bartomeu.
L'església del convent ja hi ha notícies que era acabada l'any 1591. En el seu interior va acollir, des de 1531 fins a 1842, el mausoleu renaixentista del seu fundador, Ramon Folc III de Cardona-Anglesola, que va ser traslladat a l'església parroquial de Sant Nicolau de Bellpuig per evitar-ne la destrucció i on es conserva encara. L'actual església del convent és del segle xx.
El projecte inicial només es va realitzar en part i ha sofert modificacions degut a destruccions i readaptacions, com va ser l'ocupació dels soldats francesos l'any 1809 durant la Guerra del Francès. Quan es va restablir la vida conventual, el 1815, se'n va iniciar la seva restauració. Però arran de la desamortització de 1835 va caure en ruïna fins que el 1899 l'ocuparen els pares paüls que van instal·lar el seu seminari menor i van construir una església nova (1903-1906). I seria refeta de nou el 1941 després del saqueig sofert durant la guerra civil.
El convent va ser declarat bé cultural d'interès nacional per decret publicat al DOGC el 06-02-1985. L'any 1990 van fer-ne donació del convent a la Generalitat de Catalunya. Forma part de les seus del Museu d'Història de Catalunya.

## Edifici

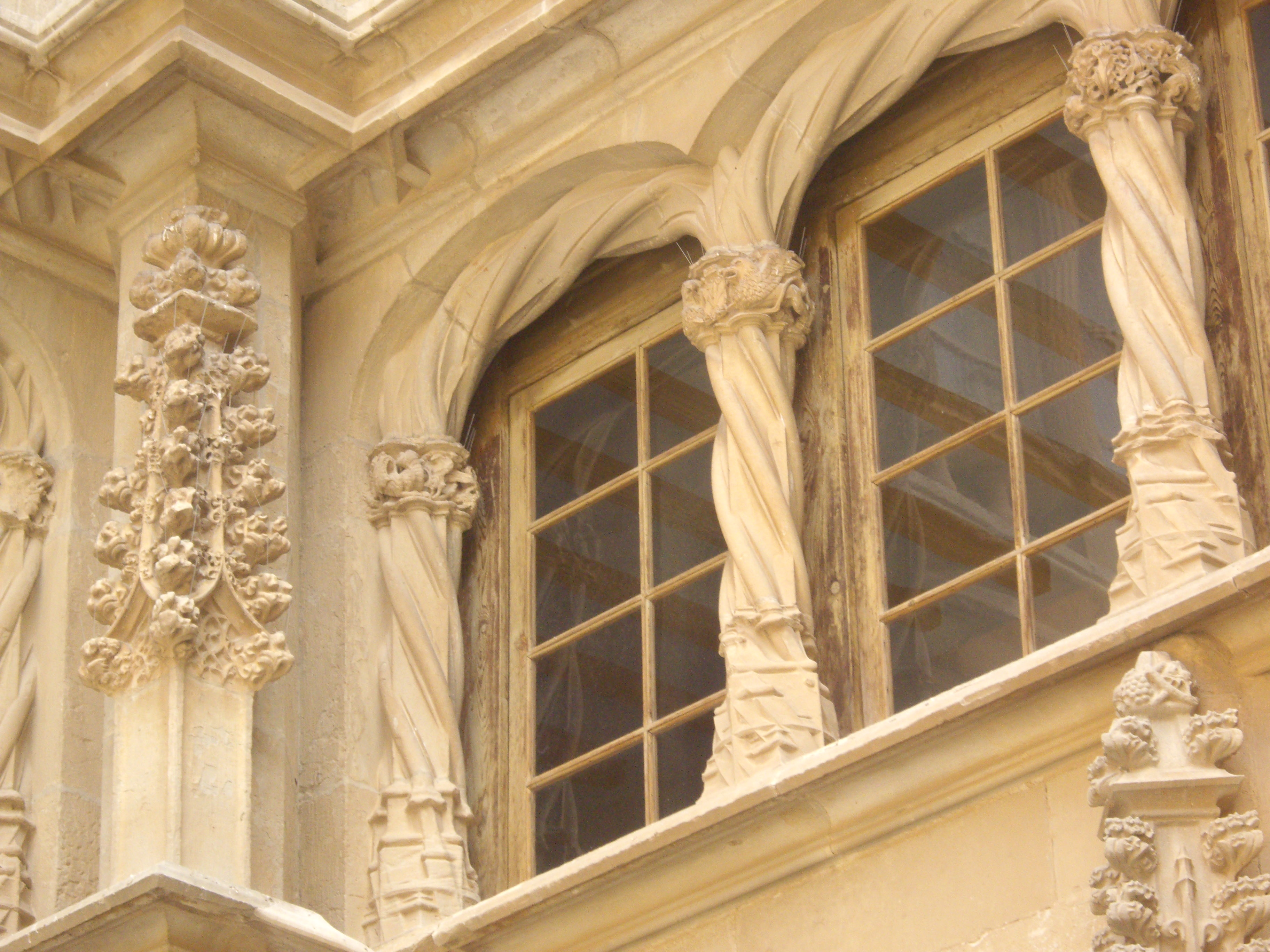
Arcs del gòtic tardà del claustre del convent de Sant Bartomeu de Bellpuig. L'intradós de les arcades té forma entorxada.

El convent de Sant Bartomeu, situat als afores de Bellpuig, és una mostra interessant de la transició del gòtic tardà al renaixement. L'edifici conventual, de planta rectangular, s'organitza entorn de dos claustres centrals. El menor, situat prop de l'entrada, és de dos pisos, d'estil gòtic, amb arcs apuntats a la planta baixa i una galeria d'arcs de mig punt al primer pis. El segon claustre, o pati de la cisterna, presenta una galeria baixa amb quatre arcs apuntats per banda, amb volta de creueria que descansa sobre uns contraforts desproporcionats que donen al pati. Dels contraforts broten pinacles eriçats de frondes, coronats amb floró, que defineixen el nivell de la segona galeria. Els quatre pinacles d'angle sobresurten fins a la cornisa que tancava inicialment l'alçada del pati. La segona galeria és d'arcs rebaixats i les columnetes helicoidals continuen el moviment pels arcs, i els capitells, tots distints, són esculpits amb motius vegetals, animals i figures humanes. La tercera galeria, d'ordre toscà, amb arcs rebaixats sobre columnetes estriades i balustres, més un ràfec de gran voladís, fou afegida el 1614.
La sala capitular està coberta amb dos trams de creueria estrellada i les dues primeres claus de volta mostrem medallons amb els retrats idealitzats de Ramon de Cardona-Anglesola i la seva dona, fundadors del convent. A l'exterior resten elements renaixentistes de finals del segle xvi, com una escala monumental, la porta per sortir al jardí o algunes finestres.
Adossat a un dels murs del refectori hi ha una font d'estil gòtic. És una font emmarcada en l'interior d'un arc conopial flanquejat per pinacles; en el seu interior a la part baixa hi ha el rentamans de pedra polida llisa sense gaire superfície per rebre l'aigua. Al frontal inferior del rentamans hi ha un lleuger relleu de dos lleons simètrics entre els quals hi ha una pica gallonada damunt d'un pedestal. En el segon cos horitzontal d'aquesta font hi ha dos animals fantàstics amb cos d'àguila i extremitats posteriors felines que custodien un escut central on s'hi pot llegir la inscripció "Plaza de la Constitución". A la part superior de l'interior de l'arc hi ha dos querubins coronant una Mare de Déu amb el nen; a sota hi ha decoració vegetal i, a banda i banda, unes petites capelles de tipus renaixentista amb les figures de Sant Francesc d'Assís i Sant Bartomeu, cenyint pel coll un diable en forma de monstre.
La sagristia té forma de L i, adossat a un mur, es conserva un armari amb decoració escultòrica de pedra. Les portes, de fusta, estan envoltades per un petit arc conopial de pedra abundantment decorat i amb unes pilastres a banda i banda amb capitells figuratius. Per damunt d'aquest arc conopial, hi ha una mostra de pinacles, fistons i florons que coronen el sagrari. Totes aquestes parts són esculpides amb gran profusió i detallisme de les formes. Finalment, a la part superior hi ha una cornisa calada amb quatre gàrgoles molt malmeses.
A la galeria de llevant del claustre gran hi ha una escala de caragol, construïda en pedra, que ocupa el buit de la torre del campanar, al qual serveix d'accés igual que a una galeria del primer pis del claustre. L'escala té els esglaons encastats a la paret pels extrems exteriors, mentre que en els interiors formen un passamà helicoidal, de manera que s'evita una columna central i es deixa lliure el buit o ull de l'escala. El campanar és de planta quadrangular i, encara que sobresurt de l'edifici, no és gaire elevat perquè li manca un coronament que no es va arribar a fer; el cos del campanar és delimitat per dues cornises.
L'església del convent està situada al costat esquerre del primer claustre, és de cinc trams de volta de creueria amb absis semicircular amb les nervacions que desemboquen en unes mènsules llises. A banda i banda hi ha quatre capelles laterals de reduïdes dimensions.
En el mur exterior del convent, tocant a l'església, hi ha el mirador del Duc. Aquest mirador conforma una doble lògia porticada en dos pisos superposats. El pis inferior es conforma per dues arcades de mig punt sostingudes per pilastres de planta quadrada de grans dimensions i, a l'interior, hi ha una estructura d'embigat. Separant els dos nivells hi ha una línia d'imposta a manera de cornisa i al pis superior s'obren arcs de mig punt sobre columnes toscanes amb basament i, entre columna i columna, hi ha una barana de pedra balustrada.